# جاك إل. ديفيس
جاك إل. ديفيس (بالإنجليزية: Jack L. Davis)‏ هو باحث في تاريخ العصور الكلاسيكية أمريكي، ولد في 13 أغسطس 1950 في أبل كريك في الولايات المتحدة.